# Deborah Barnes-Jones
Deborah Elizabeth Vavasseur Barnes Jones (6 oktober 1956) is een Brits politica.
Barnes-Jones was sinds 2001 ambassadeur voor het Verenigd Koninkrijk in Georgië. Hierna werd ze gouverneur van de Britse kolonie Montserrat. Op 2 juli 2003 werd ze benoemd en op 10 mei 2004 werd ze officieel beëdigd. Ze bleef gouverneur tot 6 juli 2007. Ze werd opgevolgd door John Skerritt.